# 豐山村 (嘉義縣)
豐山村是中華民國嘉義縣阿里山鄉的一個村。

## 歷史
此地舊名石鼓盤，原為鄒族伊姆諸首府，漢人來到石鼓盤溪流域伐樟熬腦時，見山上之社地踞坐於如盤之石質沖積扇上，遂稱之為石鼓盤社，石鼓盤溪也因此而得名。伊姆諸最初和達邦社從八通關一帶遷到竹崎鄉的鹿滿，後遷到阿拔泉溪一帶，繼遷至石鼓盤溪一帶建都，起初全境人口有千人以上，擁有鹿堀仔、田寮、二路頭、草嶺、龜崙一帶的領土，後因瘟疫流行人口減少，又敗於特富野，日治初期的1906年人口僅6戶32人，範圍僅為豐山村一帶，日治中期在此開發樟腦業，改此地名曰豐山。

## 地理
豐山村位於阿里山鄉最北端嘉南峰下的平緩坡地上，海拔750公尺，東鄰香林村、南鄰來吉村、西鄰梅山鄉太和村和雲林縣古坑鄉草嶺村、北鄰南投縣竹山鎮大鞍里和信義鄉新鄉村，面積約20平方公里，地勢東高西低，位於石鼓盤溪上游，社地位於乾坑溪匯入石鼓盤溪的沖積扇上。

## 景點

### 洞穴
- 花崗水濂洞：位於聚落西邊、石鼓盤溪北岸的吊橋邊的崖壁上，洞上有山澗流下，洞中空間狹窄，有石鐘乳、石筍和石柱發育。[2]

- 千人洞：鄒語稱feongonomeoisi，意為巨大的山洞，位於石鼓盤溪發源地，海拔約1700公尺，洞長600米，高15米，深150米，阿里山林工在此用檜木製造木桶，建起十八座工寮，稱之為十八桶寮。[3][4]

### 瀑布
- 大點雨瀑布：又名雌岳瀑布，位於大點雨嶺下魔音谷上端，由峽谷中斷層形成，約15公尺高。[5]

- 豐山大瀑布：鄒語稱habuhabu，habu係指水從瀑布流下之聲音，habuhabu即水不斷流下之意。[6]

- 蛟龍瀑布：位於蛟龍溪源頭處，地勢險峻，鄒語稱mangivanay，意為摔下就會肚破腸流。[6]

- 石盤鼓瀑布：位於乾坑溪上的瀑布群，原有6段瀑布，1995年賀伯颱風侵襲後第二、三、四、六段瀑布發生垮塌變成急流，只剩一和五段瀑布，規模最大的第一段瀑布高約15公尺，寬約8公尺。[6]

## 設施
- 豐山國小：位於聚落東邊，面積0.5公頃。[6]
- 古山宮：祭拜吳鳳公。[6]